# Tord ala-roig
El tord ala-roig, tord d'ala roja, tord cerdà, tord gavatx (Turdus iliacus) (tord cellard a Mallorca i tord sardo o tord calandrol a Menorca), és un ocell de la família Turdidae, originari d'Europa i Àsia.
Té dues subespècies:
- T. i. iliacus, que cria a Euràsia.
- T. i. coburni cria a Islàndia i les illes Faroe i hiberna a l'oest d'Escòcia i Irlanda fins al nord d'Espanya.

## Descripció
Fa 20–24 cm de llarg amb una envergadura alar de 33–34.5 cm i un pes de 50–75 g.